# RD50
RD50 est la dose d'un produit toxique absorbé par voie respiratoire et induisant une diminution de 50 % de la fréquence respiratoire (de l'anglais 50 % Respiratory Rate Decrease).